# Війська протиповітряної оборони СРСР
Війська́ протипові́тряної оборо́ни СРСР — окремий вид Збройних сил колишнього Радянського Союзу, який був призначений для відбиття ядерних ударів противника з повітря та навколоземної орбіти по найважливіших адміністративно-політичних центрах, промислових і інших важливих об'єктах в тилу, угрупуваннях збройних сил, а також по об'єктах, які складають основу економічної і військової потужності держави.
Разом з Ракетними Військами Стратегічного Призначення, Сухопутними військами, Військово-повітряними силами та Військово-морським флотом складав основу Збройних сил Радянського Союзу.

## Ресурсі Інтернету
- Войска противовоздушной обороны страны [Архівовано 18 листопада 2010 у Wayback Machine.]
- Войска ПВО страны в Великой Отечественной войне [Архівовано 2 березня 2010 у Wayback Machine.]